# Minervois (wijn)
Minervois is een voornamelijk rode, Franse wijn uit de Languedoc.

## Variëteiten
Onder de AOC Minervois valt zowel de rode (94%), witte (2%) als roséwijn (4%).

## Kwaliteitsaanduiding
Minervois heeft sinds 1985 een AOC-AOP-status.

## Toegestane druivensoorten
- Rood en rosé: Syrah, Mourvèdre (samen minimaal 20%), Grenache en Lladoner Pelut (samen met Syrah, Mourvèdre minimaal 60%), Carignan, Cinsault, Terret noir, Aspiran, Piquepoul (samen maximaal 40%).
- Wit: Marsanne, Roussanne, Maccabeu, Bourboulenc, Clairette, Grenache blanc, Vermentino en Muscat

## Gebied
Het gebied omvat 61 gemeenten waarvan 16 in Hérault en 45 in Aude.

## Terroirsen hun kenmerken
De belangrijkste terroirs van de Minervois zijn: 
- Canal du Midi: Ligt in het zuidoostelijke deel van het gebied rondom het Canal du Midi. Het is het warmste gebied en wordt het meest beïnvloed door de Middellandse zee. De neerslag is vrij consistent er is daarom sprake van een natuurlijke irrigatie. De bodem is afwisselend meer of minder diep en is van geërodeerd zandsteen met doorlatende stenen terrassen. De druiven zijn hier 2-3 weken eerder rijp dat in de late terroirs en is daarom m.n. geschikt voor o.a. de Mourvèdre.
- Les Causses: Het meest noordelijk gelegen gebied dat op 200–500 m hoogte ligt. Het klimaat wordt gekenmerkt door forse temperatuurdalingen in de nacht en een langzame opwarming in het voorjaar. De bodem bestaat vooral uit kalksteen. Door de hoogte zijn de druiven laat rijp. Dit levert mooie wijnen op die levendig en fris zijn en nogal wat tannines hebben. Ze hebben 2-3 jaar nodig voor ze op dronk zijn.
- Les Mourels: Dit gebied ligt in het centrale deel van de Minervois en is een van de heetste en droogste. De bodem is m.n. van zandsteen. De wijnen uit dit gebied zijn krachtig, warm en complex met een bouquet van fruit en zwarte bessen.
- Coteaux et Contreforts: Het gebied ligt aan de voet van de Causses aan de zuidkant van de Montagne noire. De ligging is pal zuid. Het gebied is zeer wam en droog en soms zelfs te droog. Deze wijnen zijn vaak warm en krachtig en hebben veel intensiteit.
- Trois Valées: Dit gebied ligt in het westelijk deel van de Minervois met de drie rivierdalen van de Orbiel, Clamoux en Argent Double. Het grenst aan de Cabardès. Er heerst hier een Mediterraan klimaat met Atlantische invloeden en is daarom koeler dan de andere terroirs. Gecombineerd met regelmatig neerslag geeft dit ook lichtere wijnen met meer frisheid en elegantie dan elders in de Minervois.
- Les Terrasses: Dit gebied ligt tegenover de Montagne d'Alaric die het begin van de Corbières kenmerkt. De temperaturen zijn overdag vrij hoog, maar de nachten zijn fris. De neerslag is vrij consistent. De bodem is van gres en in het gebied van de boomgaarden van de Marseillette alluviaal. Het is meest gematigde zone van de Minervois. De wijnen zijn krachtig en intens met veel kleur en tannine.

## Opbrengst en productie
- Areaal is 5.000 ha.
- Opbrengst mag maximaal 50 hl/ha bedragen.
- Productie bedraagt 155.000 hl waarvan gemiddeld 28% geëxporteerd wordt.

## Producenten
1100 producenten:
- 30 coöperaties
- 222 private producenten